# Maigret et le Mort amoureux
Pour les articles homonymes, voir Maigret (homonymie).
Pour plus de détails, voir Fiche technique et Distribution.
Maigret et le Mort amoureux est un film franco-belge réalisé par Pascal Bonitzer et dont la sortie est prévue en 2026. Il s'agit d'une adaptation du roman Maigret et les Vieillards de Georges Simenon. Le rôle du commissaire Maigret est tenu pour la première fois par Denis Podalydès.

## Synopsis
Le commissaire Maigret est appelé en urgence au « Quai d'Orsay » à Paris : au ministère de l'Europe et des Affaires étrangères. Accompagné du commandant Janvier, il interroge Jacotte Larrieu qui a découvert le corps de son patron, M. Berthier-Lagès, ancien ambassadeur. Dans l'appartement de la victime, le commissaire et le commandant retrouvent sur des très nombreuses lettres prouvant la liaison épistolaire et amoureuse qu'entretenait depuis cinquante ans la victime avec la princesse de Vuynes. De plus, le commissaire découvre que le mari de ladite princesse, est lui aussi mort récemment. Maigret va devoir confronter les membres des deux familles pour démasquer le suspect.

## Fiche technique
Sauf indication contraire, les informations mentionnées dans cette section peuvent être confirmées par les bases de données cinématographiques IMDb et Allociné,  présentes dans la section « Liens externes ».
- Titre original : Maigret et le Mort amoureux
- Titre de travail : Maigret et le Crime de la rue de Bellechasse
- Titre international anglophone : Maigret in Society
- Réalisation : Pascal Bonitzer
- Scénario : Pascal Bonitzer, d'après le roman Maigret et les Vieillards de Georges Simenon
- Musique : Alexeï Aïgui
- Décors : Sébastien Danos
- Costumes : Marielle Robaut
- Photographie : Pierre Milon
- Montage : Monica Coleman
- Production : Saïd Ben Saïd

Producteurs associés : Kevin Chneiweiss et John Simenon
- Sociétés de production : SBS Productions ; coproduit par Versus Productions
- Société de distribution : Pyramide Distribution (France)
- Budget : N/A
- Pays de production :  France,  Belgique
- Langue originale : français
- Format : couleur
- Genre : drame, policier
- Dates de sortie[1] :
  - France : 18 février 2026 Date sujette à modification

## Distribution
- Denis Podalydès : le commissaire Jules Maigret
- Anne Alvaro : Jacotte Larrieu
- Manuel Guillot : le commandant Janvier
- Irène Jacob : Mme Maigret
- Micha Lescot : Mazeron
- Julia Faure
- Olivier Rabourdin : le juge
- Laurent Poitrenaux : Philippe
- Dominique Reymond : la princesse
- Arcadi Radeff
- Noël Simsolo
- Natalia Pujszo : Ludmilla
- Stéphane Mercoyrol : Moers
- Pierre-François Grunenwald : Client Mazeron

## Production

### Genèse et développement
En janvier 2024, le cinéaste Pascal Bonitzer annonce qu'il va écrire et réaliser une potentielle adaptation d'un roman de la série du commissaire Maigret de Georges Simenon. En septembre 2024, Denis Podalydès est annoncé dans le rôle-titre. Il est précisé que le film sera une adaptation du roman Maigret et les Vieillards,.
En mars 2025, il est révélé que l'intrigue du roman — publié en 1960 — sera en partie modernisée et transposée dans les années 2000, avec des allusions à Internet et aux téléphones portables,.
Un temps intitulé Maigret et le crime de la rue de Bellechasse, le long métrage est rebaptisé Maigret et le mort amoureux.

### Tournage
Le tournage dure cinq semaines, de février à mars 2025,. Il se déroule à Paris, notamment dans le 7e arrondissement de Paris,,.

## Sortie et accueil
En juillet 2025, il est annoncé que la sortie française est fixée au 18 février 2026.